# Stirexephanes muticus
Stirexephanes muticus är en stekelart som först beskrevs av Joseph Augustine Cushman 1922.  Stirexephanes muticus ingår i släktet Stirexephanes och familjen brokparasitsteklar. Inga underarter finns listade i Catalogue of Life.